# Kassai kormányprogram
A kassai kormányprogramot a csehszlovák kormány adta ki 1945-ben.
1945 elejére Csehszlovákia keleti területei felszabadultak. Londonban alakult emigráns kormánya még a hazaúton lemondott, április 5-én pedig új kormány alakult, melyben elsőként Csehszlovákia történelmében a kommunisták is helyet kaptak. A meghirdetett kormányprogram az újjáalakult köztársaság meghatározó dokumentuma, mely az állam újjászervezése és az újjáépítése mellett bevallottan a csehszlovák nemzetállam megteremtésének eszközeit fogalmazta meg. 
A program VIII. pontja a csehek és a szlovákok egyenjogúságát hirdette meg, miközben deklarálta a németek és magyarok kollektív háborús bűnösségét. Kimondta, hogy azokba a járásokba, községekbe, ahol a lakosság megbízhatatlan (vagyis nem szláv), a választott vezetők helyett államhű biztosokat neveznek ki. A kassai kormányprogram alapján csak azok a német és magyar személyek kaphattak állampolgárságot, akik aktív ellenállói múltat tudtak igazolni. A többi német és magyar személytől megvonták a polgárjogokat. A X. és XI. pont alapján magyar és német tulajdonban lévő földeket államosították, a XV. fejezetben pedig elrendelték az összes csehszlovákiai német és magyar iskola azonnali bezárását.
A program megvalósítása a Szlovák Nemzeti Tanács által hozott törvények és az elnök által kiadott rendeletek, az ún. Beneš-dekrétumok révén történt meg.